# Coup d'État de Skhirat
Pour les articles homonymes, voir Skhirat (homonymie).

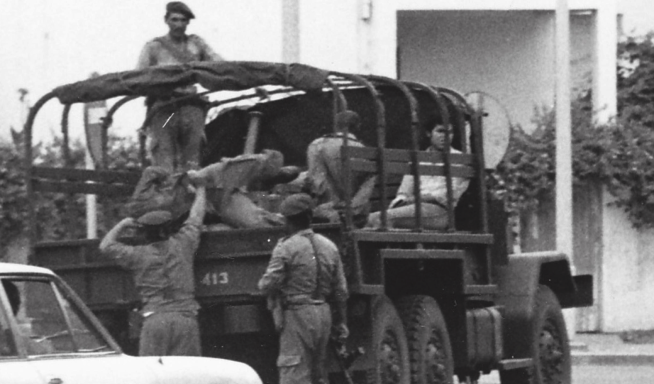
Les rebelles jetés brutalement dans un camion par les forces royalistes près du siège de la RTM lors de la tentative de coup d'État de Skhirat.

Le « coup d'État de Skhirat » est la première tentative de coup d'État militaire contre le régime de Hassan II,, alors roi du Maroc, la seconde étant le « coup d'État des aviateurs ». Ce putsch avorté a lieu le 10 juillet 1971 dans le palais royal situé dans la petite localité de Skhirat, Hassan II fêtant son 42e anniversaire dans cette résidence d'été qui accueille pour l'occasion un millier d'hôtes venus du monde entier, répartis entre les différents pavillons et les tentes caïdales.
Cette tentative de coup d'État est menée par le général Mohamed Medbouh (fils du caïd Mebouh), instigateur devant dégarnir la garde du palais, les lieutenant-colonels Mohamed et M'hamed, Ababou (fils de Cheikh Mohand ben Messaoud Ababou), chargés d'investir avec leurs troupes le palais et de s’emparer des points stratégiques de Rabat, ainsi que le colonel Chelouati (intime du général Oufkir, au rôle trouble), auquel revient, avec ses compagnons de l’état-major, de rallier l’ensemble de l’armée, de contrôler le pays et de coordonner l'intervention tout comme les communiqués à la radio. L'opération mobilise 1 400 cadets de l'École militaire des sous-officiers d'Ahermoumou.
De nombreuses zones d'ombres demeurent à ce jour concernant cet épisode majeur de l'histoire du Maroc post indépendance. L'implication de Dlimi et Oufkir demeurant sujette à de multiples spéculations, tout comme les motivations réelles des leaders, le déroulement même du putsch demeure obscur voire contradictoire (degré d'implication de l'armée, chronologie des évènements, circonstances de la mort de Medbouh ou de Ababou, configuration du palais...) plus d'un demi siècle après cet évènement.

## Déroulement
Deux colonnes de cadets commandées par quelques dizaines d'officiers et sous-officiers firent irruption à 14 h 08 en plein déjeuner et tirèrent sur la foule des invités. Cette véritable tuerie fit une centaine de morts et environ 200 blessés parmi les invités du roi. Hassan II sauva sa vie en se cachant plusieurs heures dans un « dressing-room » jouxtant la salle du trône et protégé par sa garde personnelle. Medbouh voulut négocier, en vain, et le coup d'État avorta quand des unités fidèles furent alertées.

## Victimes décédées
Une centaine de victimes ont trouvé la mort lors de cette tentative de coup d'État, dont huit Français, un Belge et un Espagnol. Parmi elles :
- Le général Gharbaoui ;
- Le général Aboulhimes ;
- Le capitaine Boujemaâ Asli[9] ;
- Ahmed Bahnini, Premier ministre du Maroc de 1963 à 1965 ;
- Abdelkader Benyaich, médecin personnel du roi[10] ;
- Henri Dubois-Roquebert, médecin de la famille royale et ami du roi Mohammed V[8] ;
- Marcel Dupret, ambassadeur de Belgique au Maroc[11] ;
- Omar Ghannam, directeur du Centre cinématographique marocain[12] ;
- Charles Guetta[13], homme d'affaires ;
- Pierre Kremer, chef cuisinier de l'hôtel de la tour Hassan de Rabat[14] ;
- Ahmed Wafik Maâzouzi, chargé de mission au Cabinet royal[15] ;
- Max Magnan, directeur de la Compagnie du sucre au Maroc[14] ;
- Abdelmalek Faraj, ministre marocain de la santé[16] ;
- Moncef Sedrati, haut cadre de la DGSN ;
- Abou Bakr Sbihi, résistant, intellectuel et membre du Protocole royal ;
- Fadel Bennani, ambassadeur du Maroc au Sénégal ;
- Abderrahmane Benabdenbi, Directeur de l'Ecole Nationale d'Administration de Rabat ;
- Jean Himbert, médecin cardiologue de Hassan II.

## Procès
Parmi les cadets, près de 200 furent pris dans les tirs croisés de leurs camarades et une centaine furent abattus lors de la tentative de putsch ; 74 officiers et sous-officiers furent condamnés à des peines allant de un an de prison à la perpétuité en 29 février 1972 ; 10 officiers supérieurs (dont quatre généraux) furent exécutés trois jours après l'attentat (13 juillet 1971).
L'ensemble des cadets fut radié du corps militaire marocain.

## Bagne de Tazmamart
Une partie des militaires impliqués et survivants seront emprisonnés à Tazmamart à partir de 1973.
Jusqu'en 1991, les autorités marocaines ont nié l'existence du bagne de Tazmamart. Sur les 58 officiers incarcérés, seulement 28 ont survécu aux conditions inhumaines du bagne.

## L'Instance équité et réconciliation (IER)
L'Instance équité et réconciliation (IER), organisme marocain mis en place le 12 avril 2004 par le roi Mohammed VI, qui a pour but de réconcilier le peuple marocain avec son passé durant les années de plomb sous le règne du roi Hassan II, finit d'établir les faits concernant la répression du coup d'état et de fournir reconnaissance ainsi que réparations aux familles des victimes de militaires disparus ou emprisonnés à Tazmamart dans le cadre d'un mouvement plus large d'ouverture politique et d'apaisement des mémoires voulu par le nouveau souverain (limogeage de Driss el Basri, retour des exilés).